# 왕조 (후한)
왕조(王調, ? ~ 30년)는 중국 후한 시대의 인물이다.

## 사적
서기 25년, 낙랑 태수 유헌(劉憲)을 죽이고 낙랑 태수라 칭하며 반란을 일으켰다.
이에 광무제는 서기 30년에 왕조의 반란을 진압하기 위하여 왕준(王遵)을 낙랑 태수로 삼아 파견한다.
이때 중국 산동성 출신의 왕굉(王閎)은 양읍(楊邑)과 협력하여 왕조를 죽이고 새로운 낙랑 태수 왕준을 맞이 하였다.

## 한국 토착인 설
한국 일각에서는 왕조가 유헌을 죽였기 때문에 한국 토착인이라고 주장한다. 그러나 이런 주장은 고증할 문헌은 없으며, 공인된 역사도 아니다.

## 같이 보기
- 왕중
- 왕광
- 왕굉
- 왕경
- 왕준